# Клајн Рхајде
Клајн Рхајде (њем. Klein Rheide) општина је у њемачкој савезној држави Шлезвиг-Холштајн. Једно је од 134 општинска средишта округа Шлезвиг-Фленсбург. Према процјени из 2010. у општини је живјело 340 становника. Посједује регионалну шифру (AGS) 1059051.

## Географски и демографски подаци
Клајн Рхајде се налази у савезној држави Шлезвиг-Холштајн у округу Шлезвиг-Фленсбург. Општина се налази на надморској висини од 17 метара. Површина општине износи 12,8 km². У самом мјесту је, према процјени из 2010. године, живјело 340 становника. Просјечна густина становништва износи 27 становника/km².